# 新兴乡 (伊通县)
新兴乡，是中华人民共和国吉林省四平市伊通满族自治县下辖的一个乡镇级行政单位。

## 行政区划
新兴乡下辖以下地区：
巩固村、闫家村、灯塔村、朝阳村、前程村、永胜村、远大村和新兴村。